# Национална галерия Прага
Националната галерия Прага (на чешки: Národní galerie Praha, NGP), със старо наименование Национална галерия в Прага (на чешки: Národní galerie v Praze), е държавна художествена галерия в Прага.
Управлява най-голямата колекция от изкуство в Чехия и представя шедьоври на чешкото и международно изобразително изкуство в постоянни и временни изложби. Колекциите на галерията не се помещават в една сграда, а са представени в редица исторически структури в рамките на град Прага, както и на други места. Най-големият обект на галерията е Панаирният дворец (на чешки: Veletržní Palác), в който се помещава колекцията от модерно изкуство. Други важни изложбени пространства се намират в манастира „Св. Агнес от Бохемия“, в училището по езда „Валенщайн“ и в дворците Кински, Салм, Шварценберг и Щернберк. Основана през 1796 г., Национална галерия Прага е една от най-старите обществени художествени галерии в света и един от най-големите музеи в Централна Европа.

## История
Историята на Националната галерия датира от края на XVIII век, по-конкретно 5 февруари 1796 г., когато група видни представители на бохемската патриотична аристокрация (Коловрат, Щернберг, Ностиц) и интелектуалци от средната класа решават да подобрят артистичния вкус на местното население. Заедно сформират организация с името Дружество на патриотичните приятели на изкуствата, която на свой ред създава Академията за изящни изкуства и Картинната галерия. През 1918 Картинната галерия става централна колекция на новосформираната Чехословакия.
През 1995 г. са открити нови пространства, посветени на изкуството от XIX и XX век, в обновения Панаирен дворец, който сам по себе си е национален паметник като най-голямата функционалистка сграда в Прага и един от най-ранните примери за този архитектурен стил в града (строителство му започва през 1925 г.).
Манастирът „Свети Георги“ в Храдчани преди е използван за показване на изкуството от Средновековието в Бохемия и Централна Европа, бароковото изкуство и изкуството на Бохемия от XIX век.

## Колекциите

### Стари майстори
- Манастирът „Св. Агнес от Бохемия“ (Старе Место) – средновековно изкуство в Бохемия и Централна Европа
- Дворецът Щернберк (Храдчани) – европейско изкуство от Античността до края на бароковия период
- Дворецът Шварценберг (Храдчани) – барок в Бохемия

### Изкуство от 19-ти век
- Дворецът Салм (Храдчани)

### Модерно и съвременно изкуство
- Панаирен дворец (квартала Холешовице) – изкуство от XIX, XX и XXI век, най-голямата колекция на Националната галерия. От 2012 г. тук е изложена „Славянската епопея“ на Алфонс Муха.

Международната колекция включва множество произведения на художници като Пикасо, Моне, Ван Гог, Роден, Гоген, Сезан, Реноар, Шиле, Мунк, Миро и Климт. Много от тях са дарения от колекцията на историка на изкуството Винченц Крамар.
Пикасо, на когото е посветена просторна зала в галерията, има изложени два автопортрета и две картини с голи тела в допълнение към по-абстрактните му произведения. Произведенията на Роден, чиято изложба в Прага в началото на XX век оказва дълбоко въздействие върху чешката скулптура в продължение на много години след това, включват поредица от бюстове и фигури в цял ръст на различни теми в галерията.
Огромната колекция съдържа голям брой чешки и словашки картини и скулптури, включително произведения на Алфонс Муха, Ото Гутфройнд, Франтишек Купка, Т. Ф. Шимон, Тавик Франтишек Симон (1877 – 1942), Рудолф Фила, Винценц Бенеш и Бохумил Кубища. Заедно с Къщата на Черната Мадона и Музея Кампа, колекцията на Панаирния дворец е една от най-забележителните колекции на чешкия кубизъм в Прага. Сред по-известните творби са „Дон Кихот“ от Гутфройнд, „Военно погребение“ от Бенеш, набор от картини на Купка, обхващащи почти всички стилове, с които той експериментира.
- Къщата на Черната Мадона (Стария град) – чешки кубизъм

### Графична колекция
- Дворецът Кински (Стария град)

### Ориенталско изкуство
- Дворецът Кински (Стария град) – изкуство на Азия и изкуство на древния свят

### Изложби извън Прага
- Ждяр над Сазавоу – бароково изкуство
- Замъкът Фрищат в Карвина – чешко изкуство от XIX век

## Галерия
|                                                     |
| „Празник на розовите венци“, Албрехт Дюрер, 1506 г. |

|                                                             |
| „Отлъчване от райската градина“, Петер Паул Рубенс, 1620 г. |

|                                       |
| „Учен в стаята си“, Рембранд, 1634 г. |

|                                                         |
| „Зелено житно поле с кипарис“, Винсент Ван Гог, 1889 г. |

|                                              |
| „Убийство в къщата“, Якуб Шиканедер, 1890 г. |

|                                          |
| „Славянска епопея“, Алфонс Муха, 1912 г. |

|                                    |
| „Девойката“, Густав Климт, 1913 г. |